# RC-701

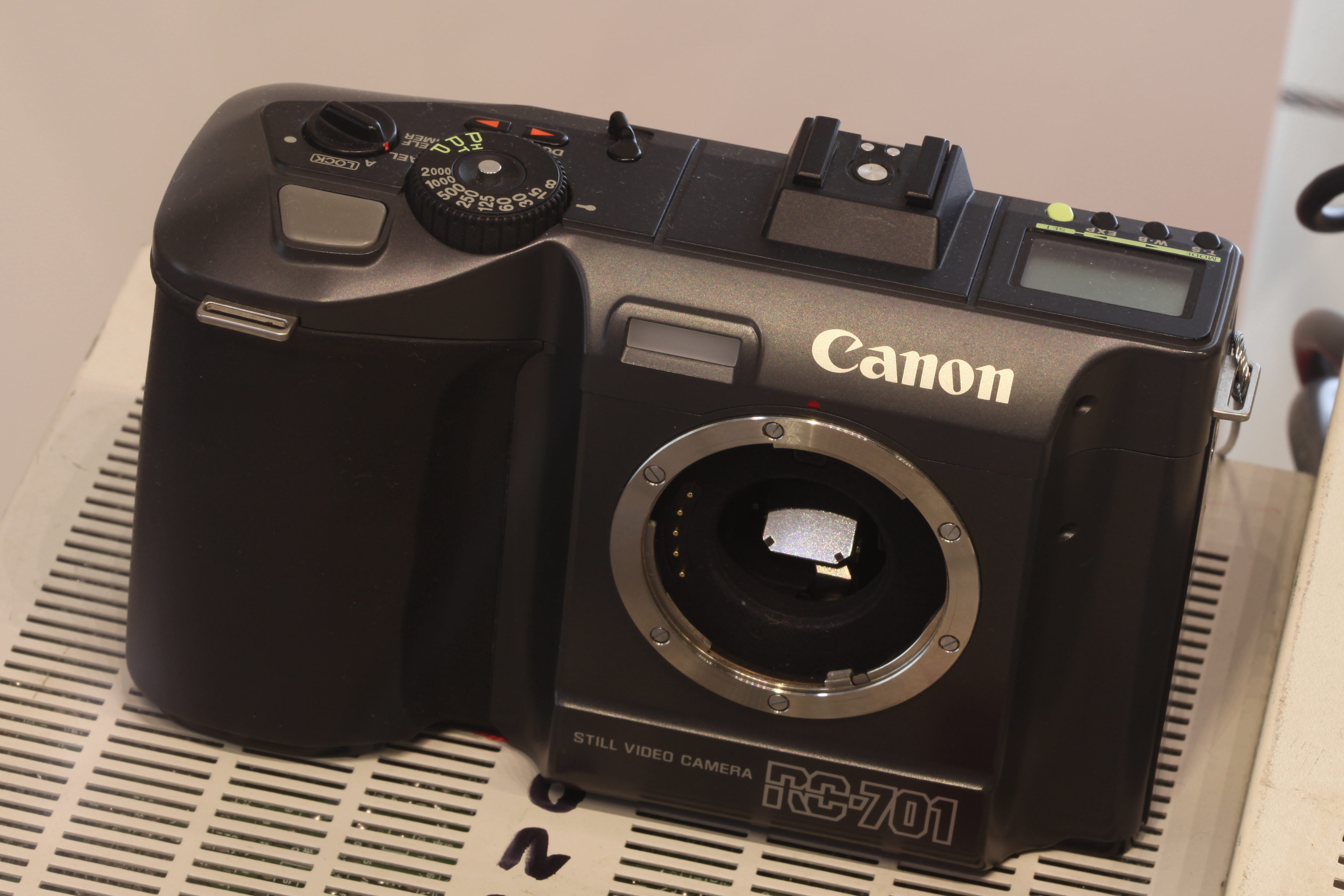
Canon RC-701 - body

Canon RC-701 Still Video Camera – pierwszy komercyjnie dostępny (od 1986 r.) cyfrowy aparat fotograficzny, czy według wówczas używanej terminologii "kamera wideo do zdjęć" (still video camera).
W odróżnieniu od współczesnych aparatów RC-701 był systemem analogowym, a nie cyfrowym, został opracowany przede wszystkim z myślą o fotoreporterach prasowych, sam aparat kosztował ok. 3 tys. dolarów, ale pełny system, który składał się z aparatu, odtwarzacza nagranych zdjęć, kolorowej drukarki, laminatora oraz modemu do transmisji obrazu, który kosztował 27 tys. dolarów (ok. 45 tys. dolarów według cen z 2008).
Aparat używał przetwornika optoelektronicznego o rozmiarach 6,6 na 8,8 mm, który miał rozdzielczość ok. 300 linii horyzontalnych na 320 pikseli, zbudowany był na podobnej zasadzie co typowa lustrzanka jedno-obiektywowa z ruchomym zwierciadłem. Szybkość migawki wynosiła od 1/8 do 1/2000 sekundy, aparat mógł robić od 1 do 10 zdjęć na sekundę. Standardowo wyposażony był w wymienny obiektyw 11-66 mm f/1,2 (ekwiwalent ok. 44-264 mm aparatu o klatce 35 mm). Dostępne były do niego obiektywy: 6 mm f/1,6 oraz 50-150 mm.